# Bobří hráz pod Dolejším Padrťským rybníkem
Bobří hráz pod Dolejším Padrťským rybníkem byla vybudována osmičlennou bobří rodinou začátkem roku 2025. Nachází se na říčce Klabavě, pod Dolejším Padrťským rybníkem v CHKO Brdy v Plzeňském kraji. Postavením této hráze bylo docíleno zadržení vody v krajině, což byl i cíl revitalizačního projektu z roku 2018, v rámci kterého měla být pod Dolejším rybníkem na říčce Klabavě vybudována série hrází za 30 milionů českých korun. V čase dokončení bobří hráze práce na projektu ještě ani nezačaly. Postavením bobří hráze se nicméně celý projekt stal zbytečným.

## Kontext

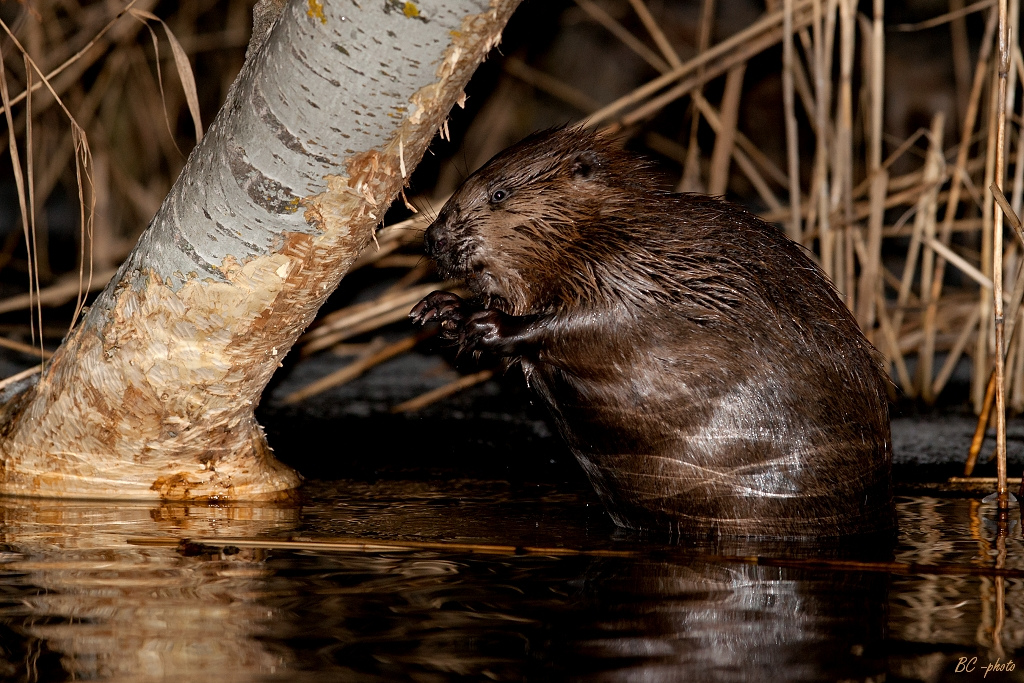
Bobr evropský okusující kmen stromu

Bobři evropští se v okolí Padrťských rybníků začali vyskytovat již v roce 2020 a menší hráze si začali stavět již v té době. Bobři si přirozeně staví hráze za pomoci větviček, kmenů stromů nebo kamení, za účelem zvýšení hladiny vody v krajině, pod vodou se totiž mohou snáze ukrýt před predátory. Krom toho mívají pod vodou schované vchody do svých nor. Největší hráz pod Dolejším Padrťským rybníkem osmičlenná bobří rodina dokončila začátkem roku 2025.
V roce 2018 byl představen revitalizační projekt, v rámci kterého měla být postaveno za 30 milionů českých korun série hrází, čímž měla být podmáčena niva, měla se zvýšit hladina vody a měl vzniknout mokřad. Cílem projektu bylo zadržet vodu v krajině a vytvořit příznivější prostředí pro některé živočichy (např. žáby, vodní hmyz nebo raka kamenáče). Kvůli pozemkovým sporům práce na projektu nikdy nezačala. Postavením bobří hráze nicméně bylo cíle projektu dosaženo a stal se tak zbytečným.
O tom, že bobři stihli projekt dokončit dříve než lidé, a ještě státu ušetřili miliony korun, psala mnohá česká i zahraniční média (mj. i National Geographic).